# Salpingectomie

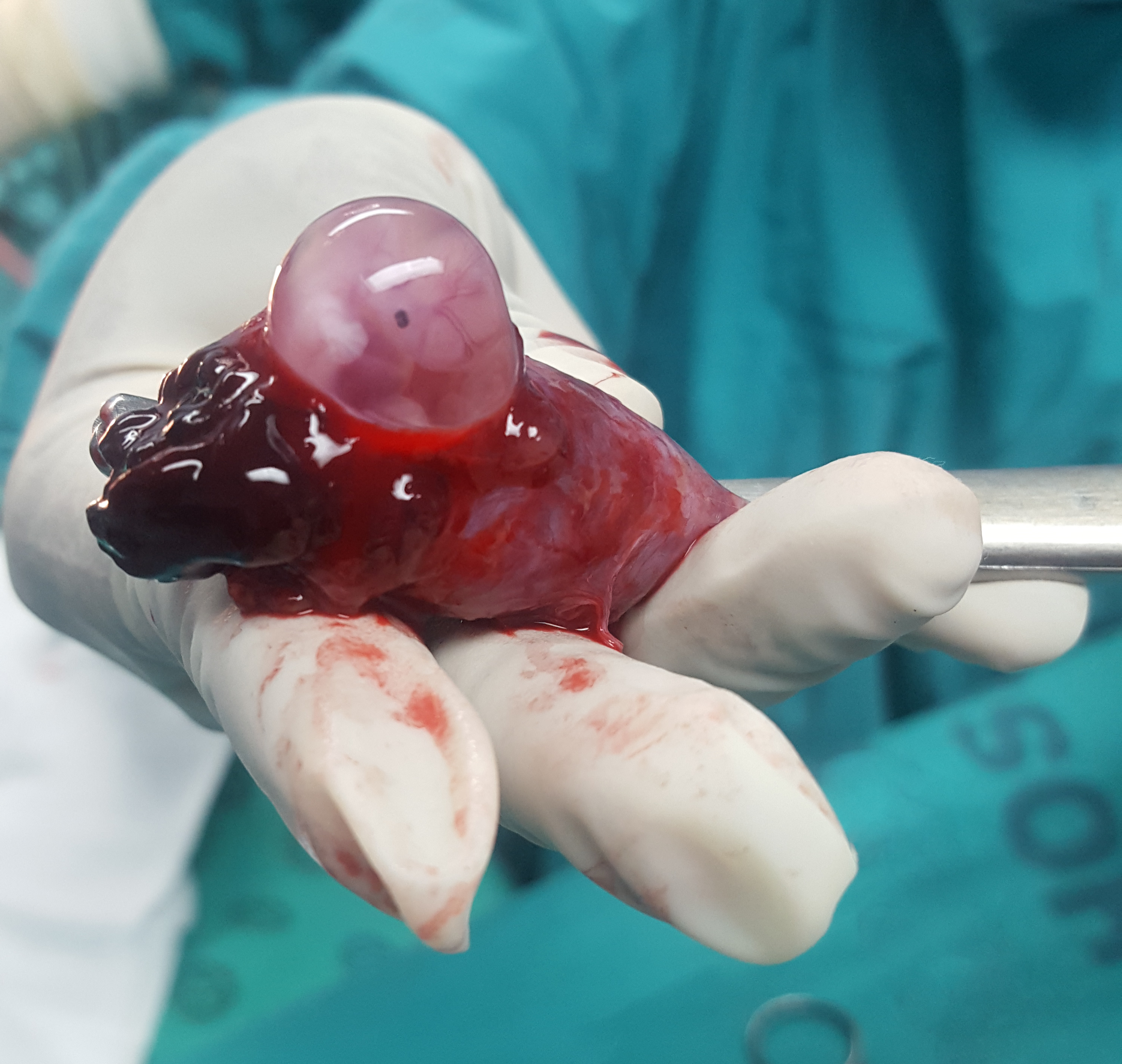
Trompe de Fallope gauche avec grossesse extra-utérine chez une femme de 25 ans après une salpingectomie.

La salpingectomie est l'ablation chirurgicale de l’une des trompes de Fallope ou des deux.

## Vocabulaire
La salpingectomie tire son nom du grec ancien σάλπιγξ, salpinx ou salpynx, qui désigne la trompe utérine ou trompe de Fallope et de ἐκτομή, ektomê, qui désigne une excision.
Elle peut être simple (unilatérale) ou double (bilatérale). Elle peut être isolée ou incluse dans une chirurgie plus complexe. Si elle comporte aussi l'ablation d'une ou des deux ovaires, l'ensemble ovariectomie et salpingectomie prenant alors le nom d'annexectomie (l'annexe étant le nom de l'ensemble constitué d'un ovaire et du salpynx du même côté). Elle peut aussi être associée à  l'ablation de l'utérus (hystérectomie) et est alors bilatérale.

## Indications
Elle peut être demandée en cas de désir de stérilisation définitive. Elle peut être également indiquée en cas de grossesse extra-utérine, 
Elle est indiquée en dernier ressort lors des obstructions tubaires et des infections du salpynx (salpingite ou de complications de celles-ci comme l'hydrosalpynx (présence de sérum dans les trompes), le pyosalpynx (présence de pus), l'hémosalpynx (présence de sang).
Elle est parfois utilisée pour retirer du matériel contraceptif devenu intolérable pour les patients comme certains stents, lorsque ceux-ci ne peuvent être enlevés par voie génitale,.

## Méthodes chirurgicales
Il y a deux méthodes employées pour réaliser des salpingectomies, par laparotomie ou par cœlioscopie,.

## Suites et effets secondaires
Lorsqu'elle est bilatérale, la salpingectomie induit une stérilité secondaire, mais elle n'est pas une méthode de contraception définitive en soi et ne doit pas être confondue avec la ligature des trompes. Sinon, l'intervention est rarement suivie de complications.